# Kochsdorf
Kochsdorf, niedersorbisch Kochanojce, ist ein Wohnplatz der Stadt Spremberg im Landkreis Spree-Neiße in Brandenburg. Bis zur Eingemeindung am 1. Januar 1946 war Kochsdorf eine eigenständige Gemeinde.

## Lage
Kochsdorf liegt in der Niederlausitz und zählt zum amtlichen Siedlungsgebiet der Sorben/Wenden. Der Ort liegt unmittelbar nordwestlich der Spremberger Kernstadt und ist heute mit dem Stadtgebiet verschmolzen. Weitere umliegende Dörfer sind Cantdorf im Nordosten und der ebenfalls zur Kernstadt gehörende Wohnplatz Heinrichsfeld im Süden. Kochsdorf befindet sich im Lausitzer Braunkohlerevier, die ehemals benachbarten Dörfer Roitz im Südwesten, Stradow im Westen sowie Groß Buckow im Norden wurden in den 1970er- und 80er-Jahren vom Tagebau Welzow-Süd überbaggert.
Westlich von Kochsdorf verläuft die Bundesstraße 97, an die der Ort allerdings nicht direkt angebunden ist. Durch den Ort fließt die Kochsa.

## Geschichte
Kochsdorf wurde erstmals 1377 unter der Schreibweise Kochsdorff urkundlich erwähnt. Der Ortsname leitet sich nach Reinhard E. Fischer entweder von dem deutschen Nachnamen Koch oder einem slawischen Personennamen ab („Dorf, das von einem Mann mit dem Namen Koch bewohnt wurde.“). Kochsdorf (auch Kocksdorf) wendisch Kochanojze pl. = die Kochaninger = die Leute des Kochan. Dieser wendische Name kommt als Familienbezeichnung öfters vor und bedeutet der Geliebte. In der Gegend von Kochsdorf, an dem jetzt trocken gelegten Teschnitzteiche, erinnerte lange Zeit ein Baum, die Daunfichte, daran, dass General Daun hier während des Siebenjährigen Krieges gelegen und die Gegend gebrandschatzt hat. Auch der österreichische General Haddik lagerte sich in dieser Gegend.
Am Wege nach Spremberg befindet sich ein altes, ganz roh bearbeitetes Steindenkmal in Kreuzform, das Kochsdorfer Kreuzchen genannt, an das sich eine ganz unbegründete Lokalsage knüpft. Es ist dies Kreuz aber nichts anderes, als ein Mord- oder Sühnekreuz, deren es 32 in der Niederlausitz gibt, die sich auf 10 Standorte verteilen. Das Setzen von solchen Martern gehörte zu den Seelgeräthen. Das sind fromme Leistungen, die die Buße und Besserung des Sünders bekunden sollten, und die vorzugsweise im 14. Jahrhundert von Seiten der Kirche Mördern auferlegt wurden. Außer den Martern (Kreuzen) wurden Schenkungen an Klöster, feierliche Todtenämter und Seelenmessen zu den Seelgeräthen gerechnet. (Hähnisch 1903)
Für das Jahr 1844 waren in Kochsdorf 106 Einwohner verzeichnet, die in 24 Gebäuden lebten. Das Dorf war verwaltungstechnisch dem Rentamt Spremberg zugeordnet und war kirchlich in die Stadt Spremberg gepfarrt. Früher war Kochsdorf ein überwiegend sorbischsprachiges Dorf, allerdings ging die Zahl sorbischsprachiger Einwohner gegen Ende des 19. Jahrhunderts stark zurück. Für seine Statistik über die sorbische Bevölkerung in der Lausitz ermittelte Arnošt Muka in den 1880er-Jahren eine Einwohnerzahl von insgesamt 461, davon waren nur noch 160 Einwohner Sorben und 301 Einwohner Deutsche.
Nach dem Wiener Kongress 1815 ging die zuvor sächsische Niederlausitz und somit auch die Gemeinde Kochsdorf an das Königreich Preußen über. Bei der Kreisneubildung 1816 kam die Gemeinde an den Landkreis Spremberg. Am 1. Januar 1946 wurde der Ort zusammen mit Heinrichsfeld und Slamen in die Stadt Spremberg eingemeindet. Am 25. Juli 1952 aus dem Landkreis Spremberg der neue Kreis Spremberg im Bezirk Cottbus gebildet, dem die Stadt Spremberg mit ihren Ortsteilen zugeordnet wurde. Nach der Wende lag Kochsdorf zunächst im Landkreis Spremberg in Brandenburg. Nach der Kreisreform im Dezember 1993 kam das Dorf in den neu gebildeten Landkreis Spree-Neiße.

## Einwohnerentwicklung
| 1875 | 377 | 1925 | 709   |
| 1890 | 466 | 1933 | 853   |
| 1910 | 665 | 1939 | 1.048 |